# Sibulan
Sibulan é um município de  segunda classe de renda municipal (d) na província Negros Oriental, nas Filipinas. De acordo com o censo de 1 de maio  de  2020 possui uma população de 64 343 pessoas e 15 785 domicílios.